# Іво Данеу
Іво Данеу (6 жовтня 1937, Марибор, Королівство Югославія) — словенський баскетболіст і тренер, грав на позиціях розігруючого захисника та атакувального захисника. Також репрезентував збірну Югославії на міжнародних змаганнях.
Іво був визнаний найкращим спортсменом року Югославії в 1967 році, і словенським спортсменом року у 1969 році. Крім цього, Данеу був названий одним із 50 найкращих гравців ФІБА у 1991 році, а вже у 2007 році він був зроблений почесним членом Зали слави ФІБА. У 2012 році, баскетболіст був записаний офіційно в залі слави словенських спортсменів.

## Спортивна кар'єра

### Кар'єра гравця
Протягом своєї клубної кар'єри Данеу грав за баскетбольний клуб Марибор (1949—1956), на старшому рівні проте став членом команди Олімпія (1956—1970). Разом з ними він шість раз вигравав Чемпіонат Першої федеральної ліги Югославії у 1957, 1959, 1961, 1962, 1966 та 1970 роках. У 1967 році, Іво став членом європейської групи ФІБА.
Данеу заграв у 209 іграх будучи в складі старшої збірної Югославії, з 1956 по 1970 роки. Разом зі збірною він здобув такі медалі: золоту медаль на чемпіонаті світу з ФІБА (1970), срібну медаль на Літніх Олімпійських іграх 1968 р, срібні медалі на чемпіонатах світу з ФІБА 1963 і 1967 року, срібні медалі Євробаскету 1961 року, 1965 року, 1969 року та бронзову медаль на Євробаскеті 1963 року.

### Кар'єра тренера
Іво Данеу був головним тренером клубу Олімпія (1970—1971) і Рудар Трбовльє у 1976 році.

## Відзначення
- Чемпіонат світу ФІБА МВП (1967)
- Європейська ФІБА (1967)
- Шестиразовий чемпіон першої федеральної ліги Югославії ((1957, 1959, 1961, 1962, 1966, 1970)
- Спортсмен року Югославії (1967)
- Спортсмен року Словенії (1969)
- Звання одного з 50 найкращих гравців ФІБА

## Нагороди
- Чемпіонат світу ФІБА:
  - Золота медаль (1970)
  - Срібна медаль (1963, 1967)

- Літні Олімпійські ігри:
  - Срібна медаль (1968)

- Євробаскет:
  - Срібна медаль (1961, 1965, 1969)
  - Бронзова медаль (1963)

- Середземноморські ігри:
  - Золота медаль (1959)